# Мухин, Василий Филиппович
Василий Филиппович Мухин (31 декабря 1917, Кунторовка, Западная область — 17 июля 1984, Гомель) — подполковник Советской армии, участник Великой Отечественной войны, Герой Советского Союза (1945).

## Биография

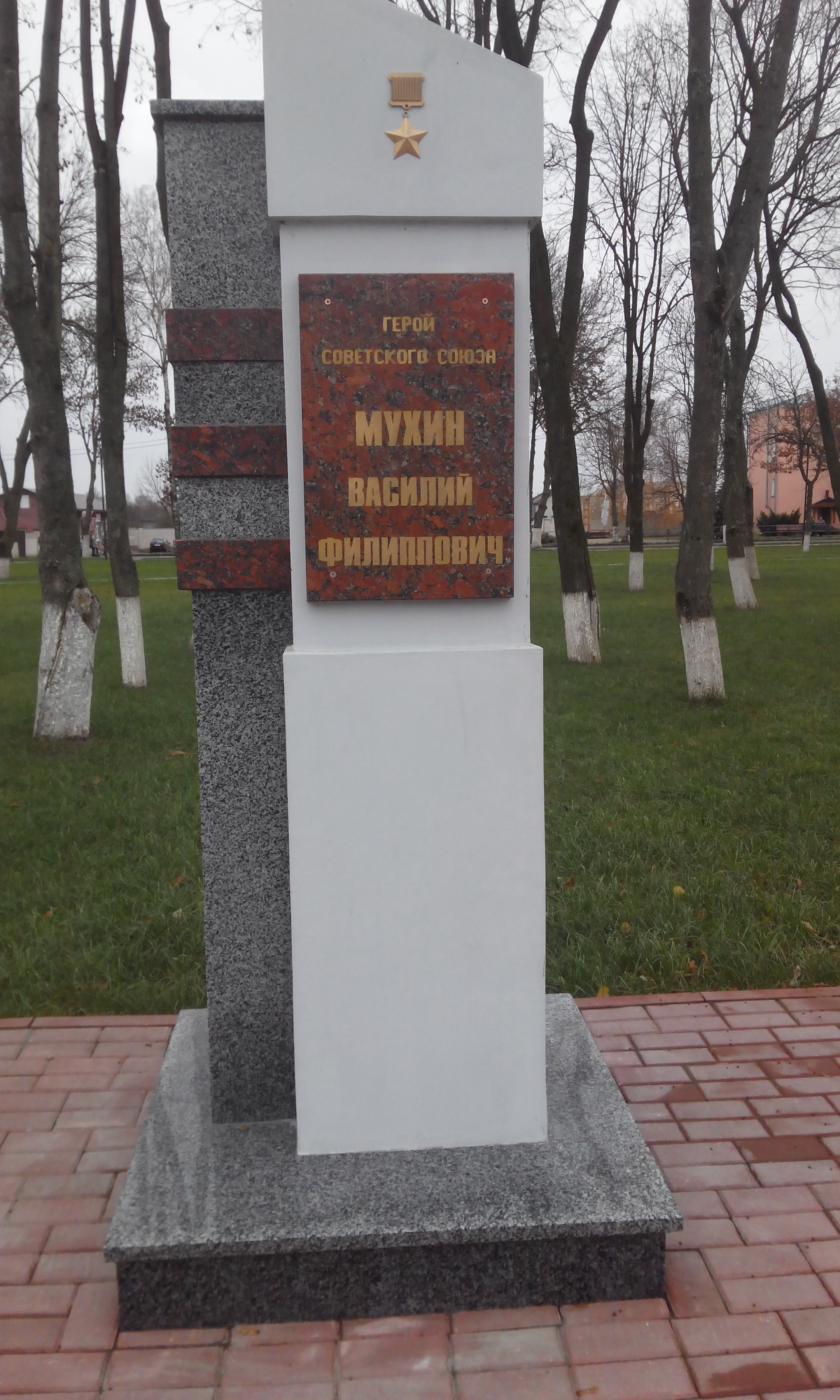
Стела на Аллее Героев — знаменитых уроженцев Ветковского района

Василий Мухин родился 31 декабря 1917 года в деревне Кунторовка Ветковской волости Гомельского уезда (ныне — Ветковский район Гомельской области Беларуси). Окончил один курс финансового техникума. Работал строгальщиком на заводе «Гомсельмаш». Параллельно с работой занимался в аэроклубе. В 1938 году Мухин был призван на службу в Рабоче-крестьянскую Красную армию. В 1941 году он окончил Чугуевскую военную авиационную школу лётчиков. С июля 1942 года — на фронтах Великой Отечественной войны.
К июлю 1944 года лейтенант Василий Мухин командовал звеном 178-го гвардейского истребительного авиаполка 14-й гвардейской истребительной авиадивизии 3-го гвардейского истребительного авиационного корпуса 5-й воздушной армии 2-го Украинского фронта. К тому времени он совершил 227 боевых вылетов, принял участие в 64 воздушных боях, лично сбив 15 вражеских самолётов.
Указом Президиума Верховного Совета СССР от 23 февраля 1945 года за «образцовое выполнение боевых заданий командования на фронте борьбы с немецкими захватчиками и проявленные при этом мужество и героизм» гвардии лейтенант Василий Мухин был удостоен высокого звания Героя Советского Союза с вручением ордена Ленина и медали «Золотая Звезда» за номером 4925.
После представления к званию Героя сражался столь же отважно и умело. К 9 мая 1945 года гвардии старший лейтенант В. Ф. Мухин совершил 291 боевой вылет, провёл 83 воздушных боя, сбил лично 20 самолётов противника

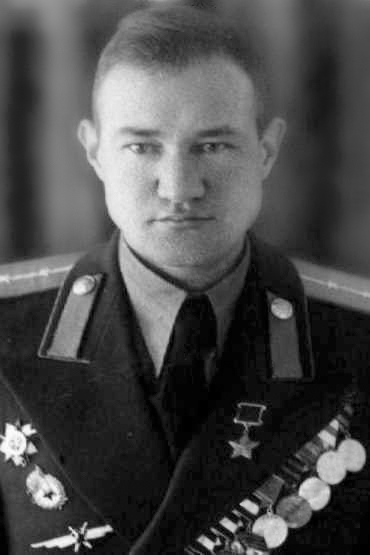

После окончания войны Мухин продолжил службу в Советской армии. В 1948 году он окончил Высшую офицерскую школу штурманов ВВС. В 1950 году в звании подполковника Мухин был уволен в запас. Проживал в Гомеле. В период с 1965 по 1973 год работал на Гомельском заводе измерительных приборов, был лектором общества «Знание».
Скончался 17 июля 1984 года, похоронен в Гомеле.

## Награды и звания
- Герой Советского Союза (1945)
- Медаль «Золотая Звезда»
- Орден Ленина
- 4 ордена ордена Красного Знамени
- Орден Отечественной войны I степени
- Орден Красной Звезды
- Ряд медалей[1]
- Почётный гражданин молдавского города Бельцы

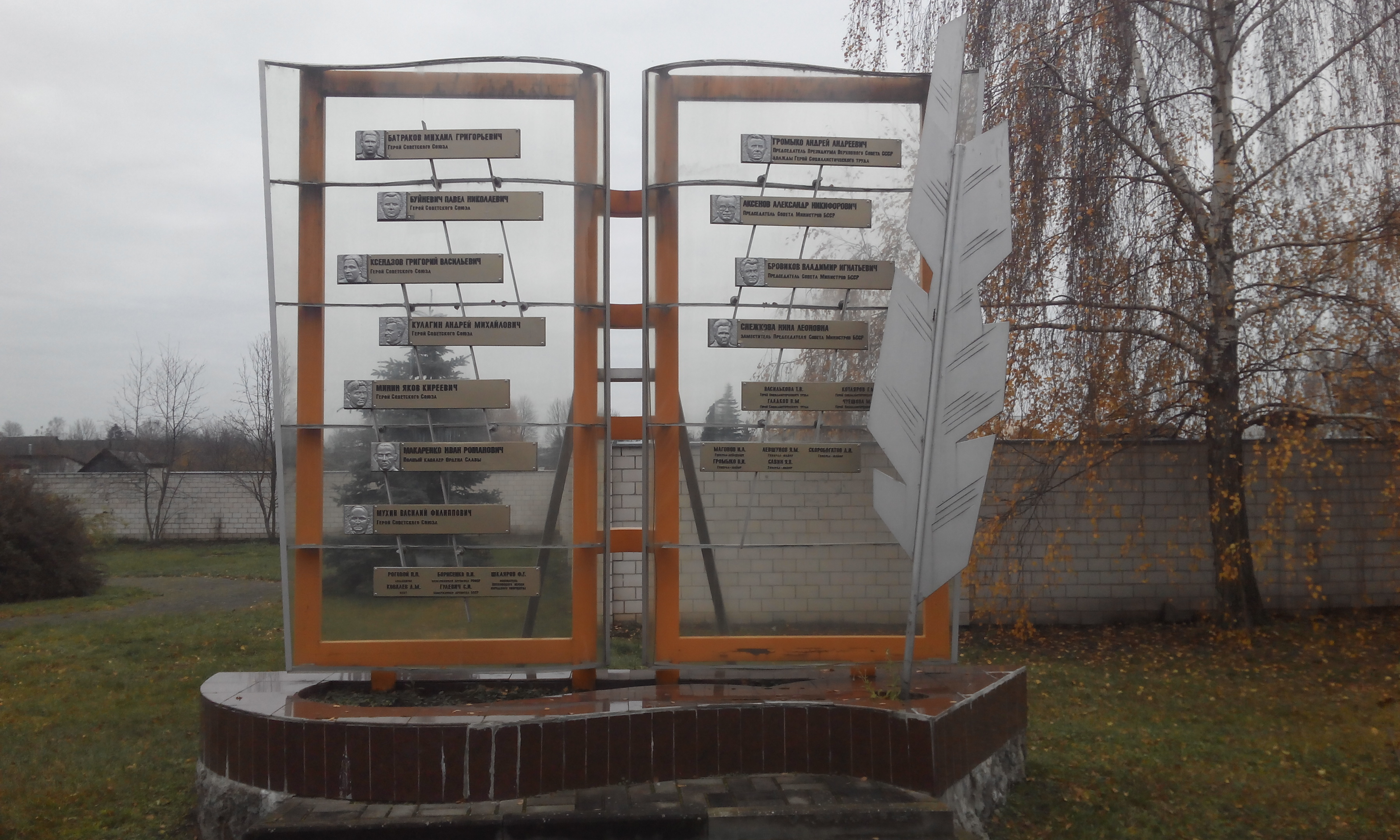
Памятник известным уроженцам Ветковского района в Ветке (Гомельской области)

- Памятник известным уроженцам Ветковского района в Ветке (Гомельской области)Занесён в Книгу почёта Гомельского завода измерительных приборов

## Память
- В Гомеле имя В. Ф. Мухина выгравировано на мемориальной доске, установленной в 1971 году на здании авиаспортклуба ДОСААФ (ул. Гагарина, 55) в честь лётчиков, которые в 1930-е годы учились в Гомельском аэроклубе[5].
- Мемориальная доска в Гомеле на проходной завода измерительных приборов (ул. Интернациональная, 49)[5][6], где в 1965-1973 годах работал В. Ф Мухин.
- Мемориальная доска на Аллее Героев в городе Корсунь-Шевченковский (Черкасская область).
- Имя В. Ф. Мухина на мемориальном знаке на Аллее Героев в городе Чугуев.
- Барельеф с именем на памятнике известным уроженцам Ветковского района. Памятник в форме раскрытой книги установлен в Ветке (Гомельская область).
- Стела в честь В. Ф. Мухина на Аллее Героев — знаменитых уроженцев Ветковского района. Расположена в Ветке (Гомельская область), на центральной площади.
- Стела в честь В. Ф. Мухина установлена на Аллее Героев в Гомеле (ул. Советская)[7][8].